# المحطة (حبيش)

تعديل مصدري - تعديل

المحطة محلة تابعة لقرية راجم، التابعة لعزلة جبل عميقة بمديرية حبيش إحدى مديريات محافظة إب في الجمهورية اليمنية، بلغ تعداد سكانها 64 حسب تعداد اليمن لعام 2004.